# 朝陽丸
朝陽丸 / 朝陽（ちょうようまる / ちょうよう、旧仮名：テウヤウ）は、幕末期に江戸幕府が所有していた軍艦。朝陽は「朝日」または「山の東」の意味。
江戸幕府が海軍創設のため、初めてオランダに注文した艦のうちの1隻。内輪式の蒸気船で、木造スクーナー型コルベット。「咸臨丸」は姉妹艦になる。旧名は「エド（Yedo、江戸）」。
維新後、明治新政府の手に渡り、明治政府軍に所属。箱館戦争に参加し沈没した。

## 艦歴

### 長崎海軍伝習所
嘉永6年（1853年）のペリー来航、翌年の日米和親条約締結と、アメリカの砲艦外交に慌てた幕府首脳部は、早急に蒸気軍艦を持つ必要を痛感した。そこで、長いつきあいのあるオランダに相談を持ちかけ、軍艦購入と、その軍艦の乗組員を養成するための長崎海軍伝習所設立が決まった。注文されたのはコルベット2隻で、1隻100,000ドルだった。ともにキンデルダイクの造船所で建造され、先に「ヤッパン号（咸臨丸）」が出来上がって回航された。それから一年足らず、安政5年（1858年）、「エド号（朝陽丸）」が長崎に着いた。「咸臨丸」を回航して来日し、そのまま第2次伝習教師を務めていたカッテンディーケは、次のように記している。
さらにカッテンディーケによれば、この2隻を回航してきた船長は、どちらも若妻をともなっていて、帰りの便船を待つ間は長崎に住んだので、見慣れないその衣装が大評判になったという。
1ヶ月あまり後、カッテンディーケはこの「エド号」で、筑前国福岡を訪れる。しばらくの間、「エド号」、つまり「朝陽」は長崎に留まった。
安政6年（1859年）の江戸への回航の際、勝麟太郎指揮する「朝陽丸」は荒天で難破しかけた。

### 初期幕府海軍の主力艦
当時、築地軍艦操練所において、幕府が所有していた蒸気軍艦は、「蟠竜丸」と「咸臨丸」、そしてこの「朝陽丸」だった。
万延元年（1860年）閏3月に軍艦2隻による神奈川港警衛が開始され、「朝陽丸」と「鵬翔丸」が最初の配備艦となった。7月20日に「朝陽丸」は伊豆大島付近で座礁したというイギリス船捜索に出動したが、当該船は見つからず、7月26日に帰港した。11月ごろまでに、「朝陽丸」は「蟠竜丸」と交代した。
文久元年（1861年）、イギリスの長崎領事モリソンが、攘夷派浪士に襲われた第1次東禅寺事件のときには、矢田堀鴻を艦長として長崎へ連絡航海をした。同年末、小笠原諸島回収団が「咸臨丸」で派遣された。最初に派遣艦候補となったのは「朝陽丸」であったが、「朝陽丸」は修理中であったため、最終的に「咸臨丸」が派遣となっている。また、輸送任務に従事するはずの「千秋丸」が天候の問題で出港できなくなると、「朝陽丸」（矢田堀景蔵）が物資の一部を積んで文久2年（1862年）3月9日に出港し、3月17日に父島に到着している。
文久2年（1862年）4月、「朝陽丸」は伊勢、志摩、尾張の測量を命じられた。
6月、前述の派遣の際に「咸臨丸」が実施できなかった八丈島での小笠原への移民募集のため、「朝陽丸」（伴鉄太郎）が派遣されることになった。しかし、麻疹の蔓延により浦賀からの出航は7月20日になった。翌日「朝陽丸」は八丈島に着き、移民募集にあたる役人を降ろした。同地には安全な港がなかったことから「朝陽丸」はいったん館山へ戻り、8月21日に八丈島で移民を乗せて8月26日に父島に到着した。
生麦事件後にイギリスとの関係が悪化すると幕府は小笠原から日本人を撤収させることを決め、「朝陽丸」がそれに従事した。「朝陽丸」は文久3年（1863年）5月9日に父島に到着。同地の日本人を乗せて5月13日に出航し、5月19日に浦賀に着いた。
文久3年（1863年）6月24日、奇兵隊が小倉藩領を占領する。幕府は糾問のため使番・中根市之丞を長州藩へ、視察のため使番・牧野左近と村上求馬を九州諸藩へ派遣することを決め、中根らは老中から長州藩勢を駆逐せよとの沙汰書を渡された小倉藩士・河野四郎、大八木三郎とともに「朝陽丸」で7月15日に出発した。明石海峡通過中、「朝陽丸」は徳島藩から砲撃された。徳島藩側は誤射だったと謝罪し、藩目付・長坂禎次が責任を取って切腹している。7月23日、「朝陽丸」は豊前沖に到着。奇兵隊が乗り込み、小倉藩士2名を探すも発見には至らなかった。7月24日に下関へ向け出航した「朝陽丸」は威嚇射撃を受けながらも楠原村内あやみ新地沖に到着。小人目付2名が亀山番所へ派遣されたが、彼らは激徒に囲まれ、沙汰書を将軍からのものと偽った。小人目付が「朝陽丸」に戻った後、抜刀した奇兵隊士が船に乗り込んできた。7月26日になり、前述の嘘がばれて奇兵隊士の怒りを買う。その場が一応収められた後、長州藩による「朝陽丸」借用が申し入れられた。「朝陽丸」側が対応を議論していた最中に奇兵隊士が乗り込んできて、ついに小倉藩士2名は切腹に追い込まれた。中根は7月28日に上陸し、小郡で糾問書を渡したが、その後に襲撃されて殺害された。長州藩政府は奇兵隊を説得して「朝陽丸」を返還させることにしたものの、教法寺事件などもあって実現しなかった。しかし八月十八日の政変が起こったことでこの朝陽丸事件は一応の解決へと向かい、9月4日に「朝陽丸」は出航した。
文久3年末から4年初めの将軍・徳川家茂の軍艦による再上洛の際、「朝陽丸」も動員された。
軍事的な出動としては、元治元年（1864年）、天狗党の乱における那珂湊出陣があげられる。武田耕雲斎らが那珂湊に立てこもった際に「朝陽丸」に出動が命じられた。到着した「朝陽丸」に対し陸上から砲撃があったが古式の砲だったため脅威にはならなかった。「朝陽丸」は停泊のまま、空砲で威嚇した。浪士数百名が漁船に乗り奪いに来たが、「朝陽丸」は銃砲を使わずに航行を始めたところ、皆陸上に逃げていったという。「朝陽丸」は逃げ遅れた1隻のみを捕獲し、江戸湾に帰港した。幕府海軍が軍艦を戦場に派遣した初めての事例になった。
2月、輸送船との区別のため軍艦は「丸」を省いて呼ぶこととされた。この際、「朝陽」他5隻が軍艦とされている。
以降、軍艦としての活動にはめざましいものがない。

### 箱館湾海戦

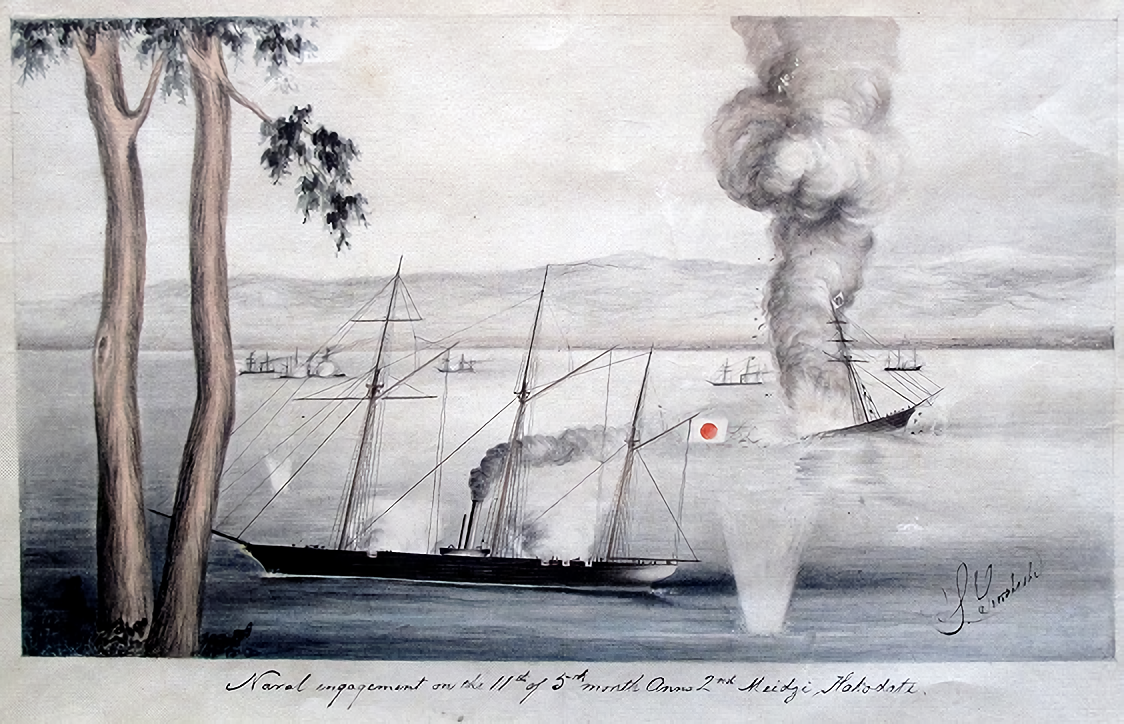
朝陽丸の最後（後方で爆発しているのが「朝陽丸」）

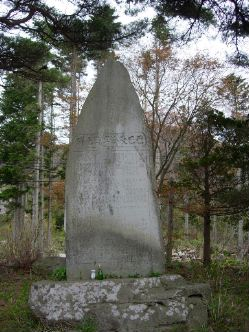
函館市 己巳役海軍戦死碑

慶応4年（1868年）に戊辰戦争が勃発して江戸幕府が瓦解すると、「朝陽丸」は明治政府の手に渡った。4月11日（新暦5月3日）に朝廷へ献納され、4月28日（新暦5月20日）に引き渡された。なお引渡時にはボイラーが破損しており、汽走は出来なかった。肥前藩出身で、かつて長崎でオランダ海軍の伝習を受けた中牟田倉之助が艦長となり、明治2年3月30日（1869年4月11日）に品川を出港し、旧幕府軍を追撃して蝦夷地へ向けて北上した。
皮肉なことに、箱館戦争で「朝暘丸」は活躍する。松前攻撃では、陸上へ向け170発の砲弾を放ったといい、松前城の櫓にも命中させた。
さらに箱館湾海戦では、4月26日（新暦6月6日）、「回天丸」の40斤砲に砲弾を命中させるなど、連日活躍を見せた。しかし5月11日（新暦6月20日）の箱館総攻撃において、かつては僚艦だった旧幕府軍艦「蟠竜丸」の最後の奮闘により、7時30分に砲撃が「朝陽丸」の火薬庫に命中し、大爆発を起こして轟沈した。中牟田倉之助は重傷を負いながらも一命を取り留めたが、副長夏秋又之助はじめ乗組員の80名が戦死した。海中に投げ出され、救助された乗組員のうち、さらに6名が死亡した。
この戦いを己巳役（きしのえき）と称し、箱館戦争終結後の間もなく、「朝陽丸」乗組員戦死者を弔う己巳役海軍戦死碑が函館山に建立された。

## 船将
- (艦長代)中牟田武臣(倉之助):明治2年1月[43] -
- 中牟田倉之助 徴士：明治2年3月30日(1869.5.11)[44] - 明治2年6月（1869年7月ごろ）[45]